# Faculté de droit et de science politique de Rennes
Pour les articles homonymes, voir Faculté de droit.
La faculté de droit et de science politique de l'université de Rennes est l'unité de formation et de recherche qui regroupe les enseignements et recherches en lien avec le droit et les sciences politiques de l'université de Rennes. Elle forme près de 5 000 étudiants.
Elle a été fondée à l'origine en 1460 à Nantes avant d'être déplacée à Rennes en 1735. L'établissement a conservé la forme d'une faculté jusqu'en 1968 et la loi Faure, date après laquelle il est intégré à l'université de Rennes comme UER puis comme UFR.

## Historique

### Moyen Âge
La faculté de droit est fondée dans le cadre de l'université de Bretagne fondée par Bertrand Milon le 4 avril 1460, à l'initiative du duc François II de Bretagne, et ce par une bulle pontificale du pape Pie II, donnée à Sienne. Celle-ci incarne le vœu de François II d'affirmer son indépendance vis-à-vis du roi de France Charles VII, alors qu'aux abords du duché à Angers en 1432, Poitiers en 1432 et Bordeaux en 1441 s'ouvrent des universités. Outre le droit, cette université peut enseigner les autres disciplines traditionnelles (arts, théologie, et médecine).

### Ancien Régime

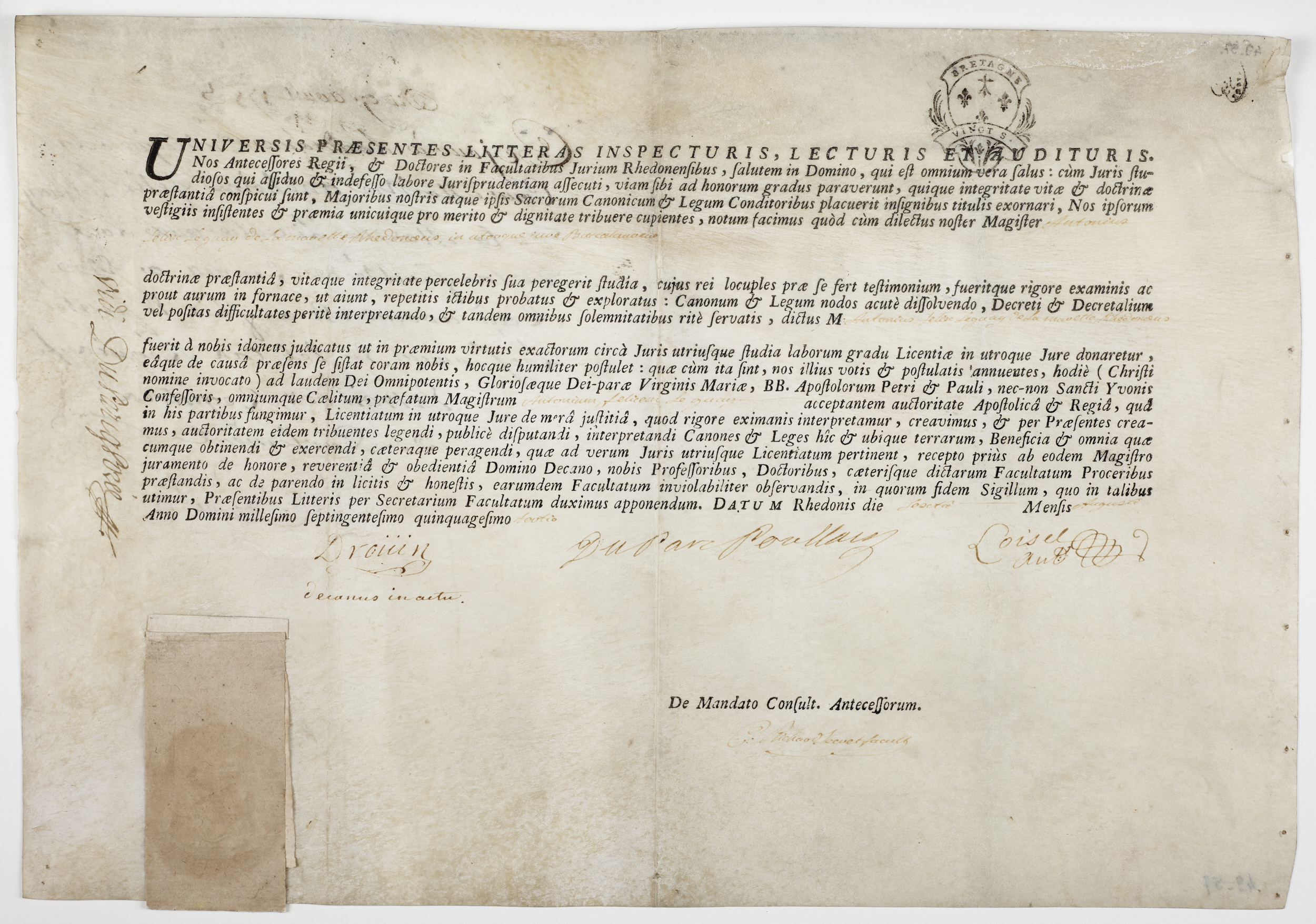
Diplôme de droit délivré par la faculté en 1753.

Au début du XVIIIe siècle, les facultés entrent dans une phase de déclin. Nantes est tout entière tournée vers le commerce et que ses élites s'intéressent peu à cette institution. En 1728, le maire de Nantes, Gérard Mellier, écrit que l'université bretonne serait mieux placée « à Rennes, pays de lettres, qu'à Nantes où l'on ne respire que le commerce ». Par conséquent, la faculté de droit est effectivement transférée à Rennes en 1735 où siège le Parlement de Bretagne, ce dont témoignent les sceaux de cette période. Les facultés de lettres, de théologie et de médecine sont conservées à Nantes. La Révolution signe la fin des universités d'Ancien Régime. En 1793, la Convention nationale ordonne la suppression de toutes les universités et facultés.

### XIXesiècle

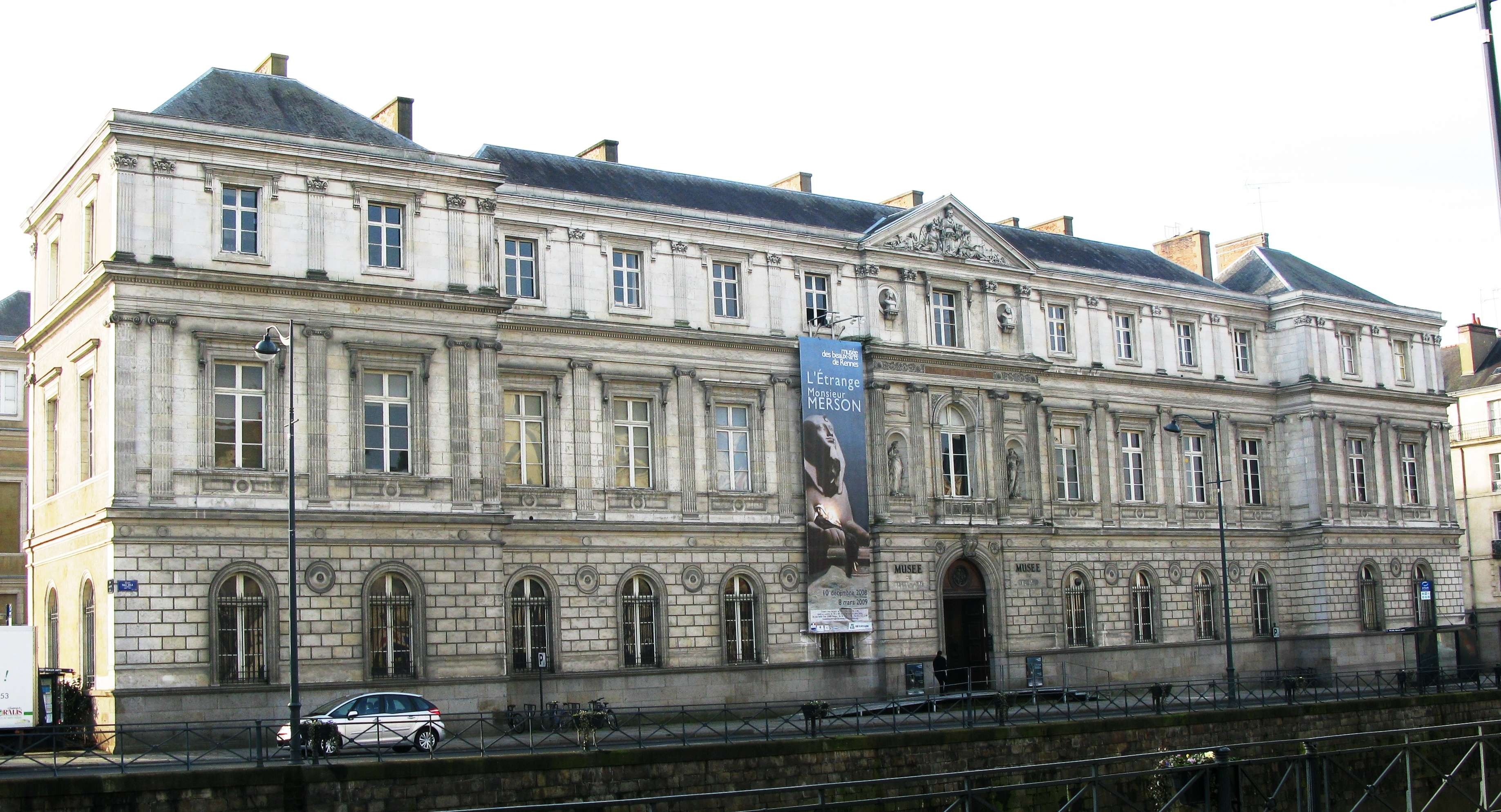
L'ancien palais universitaire de l'Université de Rennes, actuel Musée des beaux-arts

En 1806, Napoléon Ier réorganise l'ensemble du système d'enseignement français en instituant l'université impériale, la faculté de droit est rétablie à Rennes. Les facultés de sciences et de lettres suivront dans les décennies suivantes. Ces trois facultés restent sans lien institutionnel entre elles jusqu'à la création en 1885 d'un Conseil des facultés qui prend en 1896 le nom d'université de Rennes. Au milieu du XIXe siècle, l'ensemble de ces facultés sont rassemblées dans le palais universitaire situé quai Émile Zola. Elles sont ensuite éparpillées dans le centre-ville de Rennes.

### XXesiècle
L'édifice rennais actuel a été édifié dans les années 1960 par l'architecte Louis Arretche et inauguré le 23 octobre 1964, séparant alors physiquement la faculté de droit et de science politique, de la faculté de sciences économiques (située place Hoche).
En 1987, l'université ouvre une antenne de l'UFR à Saint-Brieuc, qui prend le nom de « centre d'études juridiques de Saint-Brieuc », le site de Rennes étant appelé traditionnellement « faculté de Rennes ».

### XXIesiècle
À partir de septembre 2022, le site de la faculté de droit et de science politique est desservi par la station Jules Ferry de la ligne B du métro de Rennes.
À partir du 1er janvier 2023, la faculté de droit et de science politique comme les autres UFR de l'université de Rennes 1 fait désormais partie de la nouvelle composante de l'établissement public expérimental (EPE) qui reprend le nom d'université de Rennes.

### Historique des doyens et des directeurs
- Olivier Serra (2023-)
- Frédéric Lambert[4] (2013-2023)
- Édouard Verny[5] (2010-2013)
- Daniel Gadbin (2005-2010)
- Christiane Plessix-Buisset (2001-2005)
- Étienne Douat (1999-2001)
- Georges Fournier (1994-1999)
- Guillaume Drago[6](1992-1994)
- Erik Neveu[7](1987-1992)
- Henri Blaise (1971-1978)
- Roger Percerou (1964-1970)
- Yvon Loussouarn (1956-1963)
- Roger Houin (1955-1956)
- Pierre Bouzat (1950-1955)
- Roger Lenoan (1942-1945)
- Charles Turgeon, doyen en 1919[8]
- Edmond Bodin, doyen en 1889[9]
- Jacques-Joseph Corbière (1817-1820)
- Charles Bonaventure Marie Toullier (1811-1816)

## Composantes et formations
La faculté dispense des enseignements en droit et en science politique. Les formations se décomposent en trois licences, dont une licence professionnelle, sept master 1 (M1) et douze master 2 (M2). Depuis peu, la faculté propose également un master 2 en alternance : le « master 2 droit du numérique » ou « M2DNUM », en réponse à une demande importante du tissu économique. La faculté propose enfin des parcours sélectifs organisées autour de magistères : le « magistère juriste d'affaires franco-britannique » en partenariat avec l'Université d'Exeter et le magistère « droit et gestion » en association avec l'École normale supérieure de Cachan.
Par ailleurs, l'UFR dispose de sept centres de recherche et d'une antenne à Saint-Brieuc.

## Tradition en droit des affaires
La faculté de droit et de science politique de Rennes est marquée par une forte tradition en droit des affaires en raison notamment de l'émergence, dans les années 1970, de la doctrine du droit de l'entreprise. Elle est également à l'origine d'un diplôme reconnu en droit des affaires.

### La doctrine du droit de l'entreprise
Ce courant doctrinal, mené par Claude Champaud, Michel Despax et Jean Paillusseau, parfois qualifié d'« École de Rennes », a appelé à l'avènement d'une nouvelle branche du droit centrée autour de l'entreprise, jusque-là globalement ignorée par le droit.
Pour faire face aux réalités économique et politique de l'époque, ces auteurs ont fortement contribué à la redéfinition du droit commercial classique. Champaud s'est d'abord prononcé en faveur d'un droit économique ayant vocation à transcender la traditionnelle distinction entre le droit privé et le droit public.
Plus tard, l'École de Rennes a préconisé la reconnaissance d'un véritable droit de l'entreprise, « le droit commercial doit se reconstruire autour du concept d'entreprise, qui correspond à la réalité de l'économie contemporaine et à la vie des affaires ». Le droit de l'Union européenne et certaines lois nationales, en faisant référence à cette notion d'entreprise, ont paru lui donner raison. La notion de commerçant est néanmoins largement demeurée prépondérante en droit positif. C'est l'une des raisons pour lesquelles ces professeurs ont finalement défendu en doctrine l'expression droit des affaires : « par essence pluridisciplinaire et instrumental, au point d'englober les techniques de gestion et de financement, le droit des affaires est moins une technique juridique d'encadrement qu'une technique d'organisation, au service de l'entreprise ».
Plus récemment, la doctrine du droit de l'entreprise a identifié une notion fondamentale au sein des règles juridiques : l'activité économique. Elle serait au centre d'un véritable système original, le droit des activités économiques. « Envisagé d'une manière très générale, ce droit des activités économiques comprend le droit des marchés (marchés des produits, des services, des capitaux et de la finance), celui des relations entre les entreprises (contrats et réseaux dans leur grande diversité), et celui des acteurs de l'activité économique (les entreprises, les sociétés, leur organisation juridique) ». Dans l'esprit de son inventeur, le droit des activités économiques sera à l'origine d'un grand bouleversement voire d'une révolution conceptuelle. Le concept d'entreprise reste à la matrice de ce système puisque « sa caractéristique première est l'activité économique ».

### À l'origine du DJCE et de la FNDE
Avec les facultés de droit d'Aix-en-Provence et de Montpellier, la faculté de droit et de science politique de Rennes a favorisé la création du diplôme juriste conseil d'entreprise (DJCE) et de la Fédération nationale pour le droit de l'entreprise (FNDE). Claude Champaud, alors président de l'université de Rennes et acteur majeur de la doctrine de l'entreprise, appuie fortement ces projets.

## Personnalités liées

### Enseignants
- Jean-Denis Lanjuinais, juriste et homme politique français
- Charles Bonaventure Marie Toullier, professeur de droit public, doyen de la faculté
- Pierre-Henri Teitgen, homme d'État et professeur de droit public
- Auguste-Marie Poullain-Duparc, avocat français
- Marcel Planiol, juriste civiliste français
- Pierre Cot, professeur de droit public et homme politique français
- Roger Houin, professeur de droit privé, doyen de la faculté
- Anne-Marie Le Pourhiet, professeure de droit public, spécialiste en droit constitutionnel
- Alain Berbouche, maître de conférences en histoire du droit
- Philippe Bénéton, professeur de science politique
- Claude Champaud, professeur de droit privé, spécialiste en droit des affaires
- Loïc Cadiet, professeur de droit privé
- Erik Neveu, professeur de science politique, doyen de la faculté
- Guillaume Drago, professeur de droit public, doyen de la faculté
- Jean Baudouin, professeur de science politique
- Tilo Schabert, historien et politiste allemand
- Olivier Beaud, professeur de droit constitutionnel
- Philippe Braud, sociologue, professeur de droit public
- Bernard Bruneteau, historien contemporain, professeur de science politique
- Sébastien Caré, maître de conférences en science politique
- Bastien François, professeur de science politique
- Hubert Guillotel, professeur d'histoire du droit
- Christian Le Bart, professeur de science politique
- Marcel Morabito, professeur de droit public
- Maurice Quénet, professeur d'histoire du droit
- Jean Raux, maître de conférences en droit public
- Catherine Lalumière, maîtresse de conférences en droit public
- Edmond Durtelle de Saint-Sauveur, professeur d'histoire du droit
- Théophile Bidard, professeur de droit public
- Edmond Hervé, maître de conférences en droit public
- Jean-Denis Bredin, professeur de droit privé
- Firmin Laferrière, professeur de droit administratif
- Raymond-François Le Bris, professeur de droit international privé
- Jacques-Joseph Corbière, professeur de droit public, doyen de la faculté
- Louis Grivart, professeur de droit public
- Louis Le Pensec, professeur de droit public
- Jules Basdevant, professeur de droit international
- Émile Giraud, professeur de droit administratif
- Charlotte Béquignon-Lagarde, professeure de droit

### Étudiants
- Augustin de La Bigne, docteur en droit à Rennes, conseiller à la cour royale en 1816[21].
- Jean Victor Marie Moreau, général français de la révolution, feld-maréchal de Russie à titre posthume, son nom est gravé sous l'Arc de triomphe de l'Étoile
- Isaac René Guy Le Chapelier, homme politique, député aux états généraux de 1789, président de l'Assemblée constituante
- Joseph Jacques Defermon des Chapelières, homme politique, ministre d'État, député aux États généraux de 1789, président de l'Assemblée constituante, de la Convention nationale et du Conseil des Cinq-cents
- Félix Julien Jean Bigot de Préameneu, élu à l'Académie française en 1803[22], concourut à la rédaction du code civil
- Charles Bonaventure Marie Toullier, professeur de droit public et juge au Parlement de Bretagne
- Jacques-Joseph Corbière, ministre de l'intérieur de 1821-1828, fut aussi doyen de la faculté de droit après y avoir étudié
- Adolphe Billault, homme politique, ministre d'État, président du Corps législatif
- Faustin Hélie, magistrat, criminaliste, jurisconsulte, vice-président du Conseil d'État
- Charles Marie René Leconte de Lisle, poète, élu à l'Académie française en 1886
- Félix Martin-Feuillée, homme politique, ministre de la Justice, garde des Sceaux du gouvernement Jules Ferry II, député
- Yvon Bourges, ministre de la défense, député, sénateur
- Yves-Thibault de Silguy, membre de la Commission européenne, président du Groupe Vinci
- Louis Grivart, ministre de l'agriculture et du commerce du Gouvernement Ernest Courtot de Cissey
- Charles Josselin[23], ministre délégué auprès du ministre des affaires étrangères du Gouvernement Lionel Jospin
- Gilbert Renault, général français, résistant et Compagnon de la Libération
- Casimir Oyé-Mba, Premier ministre du Gabon
- Yves Ezanno, général français, résistant et Compagnon de la Libération
- Jean-Jacques Urvoas, ministre de la justice, garde des sceaux du Gouvernement Manuel Valls (2)
- Christian Noyer, haut fonctionnaire français, gouverneur de la Banque de France
- Florian Bachelier, député d'Ille-et-Vilaine, homme politique
- Marie-Pierre Vedrenne, député européenne, femme politique
- Bénédicte Bévière, maître de conférences à la faculté de droit de l'Université de Franche-Comté
- Georges Cadiou, écrivain et journaliste français
- Sébastien Caré, politiste français, spécialiste de la pensée libertarienne
- Thierry Choffat, historien français, maître de conférences à l'Université de Lorraine
- Annie Junter, enseignante-chercheuse en droit du travail
- Christian Le Bart, politiste et sociologue français, professeur à l'Institut d'études politiques de Rennes
- Olivier Richefou, responsable politique français
- Bruno Segalotti, écrivain français
- Edmond Hervé, député, sénateur, maire de Rennes, ministre de la santé du Gouvernement Pierre Mauroy
- Jean-Michel Boucheron, homme politique et député d'Ille-et-Vilaine
- Raymond-François Le Bris, professeur de droit, directeur de l'École nationale d'administration
- Marcel Rogemont, homme politique et député d'Ille-et-Vilaine
- Maurice Quénet, professeur d'histoire du droit, recteur d'académie
- Jean Raux, maître de conférences et homme politique
- Catherine Lalumière[24], femme politique, maîtresse de conférences, secrétaire générale du Conseil de l'Europe et secrétaire d'État chargé des affaires européennes
- Edmond Durtelle de Saint-Sauveur, professeur d'histoire du droit
- René Marcillé, homme politique et député d'Ille-et-Vilaine
- Marcel Rupied, homme politique, député et sénateur d'Ille-et-Vilaine
- Paul Banéat, historien, spécialiste de la Bretagne
- Adolphe Touffait, footballeur et magistrat
- Léon Jenouvrier, avocat, homme politique et sénateur d'Ille-et-Vilaine, vice-président du Sénat
- Edmond Miniac, magistrat français à la Cour de cassation
- René Pleven, homme d'État, président du Conseil des ministres sous la IVe République et ministre de la justice sous la Ve République